# Sea of Cowards
Sea of Cowards — второй студийный альбом американской рок-группы The Dead Weather, изданный в 2010 году.

## Об альбоме
Ещё до официального выхода Sea of Cowards альбом был выложен группой на официальном сайте для свободного прослушивания в течение суток с 30 апреля по 1 мая. 3 мая группа отыграла эксклюзивный концерт в студии Third Man Records, в ходе которого был исполнен Sea of Cowards в полном объёме. Выступление было доступно для онлайн-просмотра на сайте MySpace, а вскоре появилось и на канале The Dead Weather на YouTube. 7 мая Sea of Cowards вышел в Ирландии, 10 мая в Соединённом Королевстве и 11 мая в США. В чарте Billboard 200 альбом достиг 5 места, на котором продержался 7 недель. В списке 30-ти лучших альбомов 2010 года по версии Rolling Stone Sea of Cowards занял 11 место.
В интервью газете The Sun Джек Уайт пояснил название альбома Sea of Cowards (рус. Море тру́сов): «Интернет позволяет людям плевать ядом и бить других людей трусливым способом — используя поддельные имена. Мне кажется, что люди совершенно не учат нынешнее поколение ответственности. Интернет позволяет людям сделать заявление, которое весь мир может прочитать или услышать, но они слишком трусливы, чтобы оставить своё настоящее имя.».

## Список композиций
| №   | Название                       | Автор(ы)                           | Длительность |
| --- | ------------------------------ | ---------------------------------- | ------------ |
| 1.  | «Blue Blood Blues»             | Дин Фертита/Джек Лоуренс/Джек Уайт | 3:22         |
| 2.  | «Hustle and Cuss»              | Лоуренс/Элисон Моссхарт            | 3:45         |
| 3.  | «The Difference Between Us»    | Моссхарт/Уайт                      | 3:37         |
| 4.  | «I'm Mad»                      | Фертита/Лоуренс/Моссхарт/Уайт      | 3:16         |
| 5.  | «Die by the Drop»              | Фертита/Лоуренс/Моссхарт           | 3:29         |
| 6.  | «I Can't Hear You»             | Фертита/Лоуренс/Моссхарт/Уайт      | 3:35         |
| 7.  | «Gasoline»                     | Фертита/Лоуренс/Моссхарт/Уайт      | 2:44         |
| 8.  | «No Horse»                     | Фертита/Лоуренс/Моссхарт/Уайт      | 2:49         |
| 9.  | «Looking at the Invisible Man» | Фертита/Уайт                       | 2:42         |
| 10. | «Jawbreaker»                   | Фертита/Лоуренс/Моссхарт           | 2:58         |
| 11. | «Old Mary»                     | Уайт                               | 2:53         |

## Участники записи
- Элисон Моссхарт — вокал, маракасы, ритм-гитара, синтезатор
- Дин Фертита — орган, фортепиано, синтезатор, гитара
- Джек Лоуренс — бас-гитара, ударные
- Джек Уайт — барабаны, гитара, вокал